# Pafawag
Государственный вагонный завод (пол. Państwowa Fabryka Wagonowa сокращенно — пол. Pafawag) — польский (изначально прусский) завод, изготавливавший подвижной состав железных дорог. Завод расположен в городе Вроцлав.

## История
Изначально завод был основан в королевстве Пруссия в 1833 году под наименованием Линке-Хофман верке (нем. Linke-Hofmann-Werke). До Второй мировой войны завод выпускал трамваи. 
В 1945 году, после вхождения территории местоположения в состав Польской республики, завод был национализирован и начал производство автомобилей и грузовых вагонов.
В 1953 году завод выпустил первый польский электровоз серии EP02.
Завод также производил электровозы ET8, ET22, электропоезда EN57 и ED73, пассажирские вагоны (в том числе узкоколейные Pafawag).
В 2001 году завод был куплен канадской компанией Bombardier.